# Complexe de Roper
Pour les articles homonymes, voir Roper (homonymie).
Le complexe de Roper, nom d'usage du dicarbonyltris(triphénylphosphine)ruthénium(0), est un composé chimique de formule Ru(CO)2(Ph3P)3.
Il s'agit d'un agrégat atomique organométallique à géométrie bipyramidale triangulaire constitué d'un atome central de ruthénium coordonné à trois ligands coplanaires triphénylphosphine Ph3P et deux ligands carbonyle CO.
Insoluble dans l'eau mais soluble dans les composés aliphatiques, il se dissocie en libérant l'un de ses ligands pour donner un complexe réactif à 16 électrons de valence susceptible de se lier à différents substrats tels que des alcynes, des alcènes, l'hydrogène et l'oxygène. Avec l'hydrogène, il forme le RuCOH2(Ph3P)3, catalyseur de la réaction de Murai.
Les réactions du complexe de Roper sont souvent parallèles à celles du complexe de Vaska.